# Guendalina (fumetto)
Guendalina (Sweet Gwendoline) è il personaggio immaginario creato dall'artista bondage John Willie, protagonista della serie a fumetti The Adventures of Sweet Gwendoline. Il personaggio è entrato nell'immaginario della sottocultura BDSM. 

## Storia editoriale
Fece la sua prima apparizione nel 1946 all'interno della rivista di arte fetish Bizarre, fondata dallo stesso Willie. Nel corso degli anni cinquanta Guendalina apparse su diverse riviste e alla morte del suo autore originario il personaggio venne ripreso da Eric Stanton.

## Biografia del personaggio
Guendalina è una ingenua bionda damigella in pericolo, dalle forme prominenti, che si trova ad essere legata in continuazione. Viene salvata dall'agente segreto U69, una donna dai capelli corvini costretta a tenere la protagonista continuamente legata a fin di bene. Il cattivo di turno, che insidia Guendalina in continuazione, è un uomo con i baffi chiamato Sir Dystic D'Arcy che rappresenta la parodia dell'autore stesso.

## Impatto culturale
Il fotografo tedesco Herbert W. Hesselmann, che ha collaborato anche con riviste quali Playboy, si è ispirato ai personaggi di The Adventures of Gwendoline per creare una delle sue serie più celebri di fotografie erotiche. Le modelle sono state vestite con abiti simili a quelli indossati da Guendalina e dall'agente segreto U69, dando vita a scenari di dominazione fra donne con la presenza di elementi BDSM come gli abiti in pelle, ball gag e fruste. Questa serie di fotografie sono state pubblicate nel libro Princess in Blond Und Tango, diventando un classico del fetish.
Il gruppo punk rock tedesco Die Ärzte ha realizzato la canzone Sweet, Sweet Gwendoline facendo conoscere il personaggio di Gwendoline anche al di fuori dell'ambiente BDSM. Un altro gruppo tedesco goth metal famoso nell'ambito fetish goth, gli Umbra et Imago, ha inciso la canzone intitolata Sweet Gwendoline.

## Altri media

### Cinema
Nel 1984 il regista Just Jaeckin ha tratto ispirazione dal fumetto per realizzare il lungometraggio Gwendoline, in cui la protagonista è interpretata da Tawny Kitaen.